# Euploea nechos
Euploea nechos is een vlinder uit de familie Nymphalidae, onderfamilie Danainae.
De wetenschappelijke naam van de soort is voor het eerst geldig gepubliceerd in 1887 door Gervase Frederick Mathew.